# Nova Europa
Nova Europa este un oraș în São Paulo (SP), Brazilia.